# توماس اوغوستينوسن
توماس اوغوستينوسن (بالدنماركية: Thomas Augustinussen)‏ (20 مارس 1981 بسفينبورغ في الدنمارك - ) هو لاعب كرة قدم دانمركي في مركز الوسط. شارك مع منتخب الدنمارك تحت 21 سنة لكرة القدم وDenmark League XI ‏ ومنتخب الدنمارك لكرة القدم. أما مع النوادي، فقد لعب مع نادي أوبه ونادي ريد بل سالزبورغ والبورك بولدسبيلكلوب ‏.

## مسيرته الكروية
لعب توماس اوغوستينوسن خلال مسيرته الاحترافية مع ناديين في ثمانية عشر موسمًا وسجل خلالها 36 هدفًا ضمن 359 مباراة. حيث فاز في موسم واحد بالكأس وفي ثلاثة مواسم بالدوري.
خاض توماس اوغوستينوسن مسيرته مع البورك بولدسبيلكلوب ‏ في موسم 1999–00 في المرة الأولى ليلعب معه عشرة مواسم ثم في موسم 2010–11 ليلعب معه ستة مواسم، مشاركًا طوالها في 338 مباراة سجل خلالها 36 هدفًا. ثم انتقل إلى نادي ريد بول سالزبورغ في موسم 2009–10 ولمدة موسمين، حيث شارك في 21 مباراة ولم يسجل أي هدف.

## وصلات خارجية
- توماس اوغوستينوسن على موقع الاتحاد الدولي (مؤرشف)  (الإنجليزية)
- توماس اوغوستينوسن على موقع قاعدة بيانات كرة القدم.إي يو (الإنجليزية)
- توماس اوغوستينوسن على موقع بيانات كرة القدم. دي إي (الألمانية)
- توماس اوغوستينوسن على موقع ناشيونال فوتبول تيمز (الإنجليزية)
- توماس اوغوستينوسن على موقع Soccerway.com (الإنجليزية)
- توماس اوغوستينوسن على موقع AS.com (الإسبانية)